# Margrethe Renstrøm
Margrethe Renstrøm, née le 21 mars 1985 à Søgne, est une athlète norvégienne spécialiste du saut en longueur.

## Biographie
Elle détient le record de Norvège en 6,68 m, réalisé en qualifications aux Championnats d'Europe d'athlétisme 2010 à Barcelone.

## Palmarès
| Date | Compétition           | Lieu      | Résultat | Marque |
| ---- | --------------------- | --------- | -------- | ------ |
| 2010 | Championnats d'Europe | Barcelone | 11e      | 6,18 m |
| 2012 | Championnats d'Europe | Helsinki  | 3e       | 6,67 m |